# Settle
Settle és una ciutat comercial i una parròquia civil al districte de Craven de North Yorkshire, Anglaterra. Històricament al West Riding de Yorkshire, està servit per l'estació de tren de Settle, situada a prop del centre de la ciutat, i per l'estació de tren de Giggleswick, a una milla de distància. Es troba a 47 km de l'aeroport de Leeds Bradford.

## Història
Es creu que Settle té orígens anglesos del segle VII, i el seu nom és la paraula anglesa per a assentament. Craven al Domesday Book mostra que fins al 1066 Bo va ser el senyor de Settle, però després del Harrying of the North (1069–1071) la terra va ser concedida a Roger de Poitou.
El 1249 es va concedir una carta de mercat a Henry de Percy, setè baró feudal de Topcliffe per Enric III. Es va desenvolupar una plaça del mercat i la ruta principal per la ciutat medieval es va alinear en direcció est-oest, des d'Albert Hill, Victoria Street, High Street i Cheapside i passant per Kirkgate. Aquest camí portava a Giggleswick on els ciutadans assistien a l'església parroquial. El primer pont sobre el riu Ribble es va esmentar l'any 1498.
Durant la guerra civil anglesa, els Clifford, els senyors de la mansió eren reialistes, però els seus súbdits no ho eren. John Lambert de Calton a Malhamdale, era un general de l'exèrcit de Cromwell i les seves tropes van acampar a Settle l'agost de 1651 mentre anava a la carretera d'una trobada a Lancaster (Lancashire).

## Geografia
Settle formava part del West Riding de Yorkshire. Es troba a Ribblesdale, a la vora sud dels Yorkshire Dales, a unes poques milles dels Three Peaks. Immediatament amb vistes a la ciutat hi ha Castlebergh, un penya-segat de pedra calcària de 300 peus (91 m), i a l'est hi ha Malham, que es trobava a l'antic districte rural de Settle. El River Ribble va proporcionar energia a les antigues fàbriques de cotó de Settle, i ara està sent aprofitada per Settle Hydro, un esquema microhidroelèctric, per proporcionar 50 kW d'energia a la xarxa nacional.

## Turisme
El mercat de Settle se celebra setmanalment els dimarts al mercat del centre de la ciutat i al Victoria Hall, a poca distància a Kirkgate. L'Ajuntament de Settle va ser venut pel Consell de Districte de Craven a un promotor l'octubre de 2011. La plaça està envoltada de negocis locals, la majoria dels quals són de propietat familiar, amb alguns articles que ofereixen a la venda únics a la zona de Settle. Es creu que l'home nu és el cafè més antic del país.
El Yorkshire Festival of Story reuneix artistes reconeguts i premiats internacionalment a la ciutat i ofereix una sèrie d'esdeveniments gratuïts i de pagament adequats per a totes les franges d'edat. El festival atrau visitants d'arreu del món i el públic s'ha triplicat més des del primer festival el 2010. L'esdeveniment és el més gran d'aquest tipus al nord d'Anglaterra. El Yorkshire Festival of Story és produït per Settle Stories, una organització benèfica d'art i patrimoni amb seu a la ciutat.

## Persones notables
- Richard Bache (1737–1811), comerciant, director general de correus nord-americà i gendre de Benjamin Franklin
- George Birkbeck (1776–1841), fundador dels Instituts de Mecànica ; Birkbeck, la Universitat de Londres, porta el seu nom
- El reverend Benjamin Waugh (20 de febrer de 1839 - 11 de març de 1908), fundador de la NSPCC, també és commemorat amb una placa al que ara són els agents immobiliaris de Neil Wright a la plaça de Settle.
- George Howson (1860–1919), director reformador
- Francis Morphet Twisleton (1873–1917), cap militar i escriptor de cartes
- Theodore Rigg (1888–1972), químic agrícola
- Annice Sidwells (1902–2001), cantant de ràdio
- Claire Brooks (1931 – 13 de març de 2008), advocada i política
- Don Wilson (7 d'agost de 1937 - 21 de juliol de 2012), jugador de cricket d'Anglaterra i Yorkshire
- Mike Harding (nascut el 1944), cantant i còmic
- Emma Lonsdale (esportista - esquí) (nascuda el 1984), olímpica d'hivern 2014
- James Newman (nascut el 1985), cantant, compositor i representant del Regne Unit al Festival de la Cançó d'Eurovisió 2020 i 2021
- John Newman (nascut el 1990), cantant de soul
- Dr. James Frederic Riley FRSE (1912–1985) radiòleg i cercador de la relació entre els mastòcits i l'asma
- Ann Harding: guardonada amb la medalla de l'Imperi Britànic als honors de l'aniversari de la reina pels serveis a la comunitat de Settle durant la COVID-19
- El guitarrista de James Brown de Pulled Apart by Horses va assistir a Settle College.